# Ricardo Rodríguez (Tennisspieler)
Ricardo Rodríguez-Pace (* 28. April 1993 in Caracas) ist ein venezolanischer Tennisspieler, der überwiegend auf der ITF Future Tour und seit 2012 für die venezolanische Davis-Cup-Mannschaft aktiv ist.

## Karriere
Rodríguez spielte erstmals im Oktober 2008 in seinem Heimatland ein Future-Turnier. 2010 versuchte er sich an den French Open und den US Open in der Juniorenklasse, schied jedoch jeweils in der ersten Runde aus. Im August 2011 schaffte er erstmals den Einzug in ein Halbfinale auf Future-Ebene in Ourense auf Sand. Ende Januar 2012 konnte er dieses Ergebnis in Antalya auf Hartplatz wiederholen. Im Mai 2012 schaffte Rodríguez erneut den Einzug ins Halbfinale eines Future-Turniers, diesmal in Valencia auf Hartplatz.
Am 10. Februar 2012 gab Rodríguez sein Debüt für die venezolanische Davis-Cup-Mannschaft gegen Gabriel Flores Ruíz aus Puerto Rico, den er auf Hartplatz mit 6:1, 6:3, 6:3 schlug. Zwei Tage später besiegte er auch José Perdomo mit 6:3, 6:2. Rodríguez schaffte damit an der Seite seiner Mannschaftskollegen den Sprung in die zweite Runde der Gruppe II der Amerika-Zone. Gegen die dominikanische Davis-Cup-Mannschaft kam der junge Venezolaner jedoch nicht zum Einsatz, sein Team verlor mit 1:3.